# Andrena dentiventris
Andrena dentiventris là một loài Hymenoptera trong họ Andrenidae. Loài này được Morawitz mô tả khoa học năm 1874.